# 로베르토 프루초
로베르토 프루초(이탈리아어: Roberto Pruzzo roˈbɛrto ˈpruttso[*], 1955년 4월 1일, 리구리아 주 크로체피에스키 ~)는 이탈리아의 전직 축구 선수이자 감독으로, 현역 시절 공격수로 활약했다. 그는 이탈리아 국가대표팀 일원으로 유로 1980에 참가했다. 골 결정력이 좋은 프루초는 당대 최고의 이탈리아 공격수로 손꼽히며, 로마의 손꼽히는 위대한 선수이다. 그는 육체적으로 강인하고, 근면한 중앙 공격수로 명성이 자자했으며, 좋은 기술력, 연게 능력, 버니기, 득점 본능 등으로 명성을 떨쳤지만, 머리로 겨냥하는 정확성, 높이 싸움, 그리고 공중 경합력으로 특히 더 잘 알려졌다.

## 클럽 경력
제노바도 크로체피에스키 출신인 프루초는 1973년에 제노아 소속으로 프로 무대 신고식을 치렀다. 그는 제노아에서 6년을 머물며 143번의 경기에 출전해 57골을 기록했고, 1975-76 시즌에 세리에 B 우승을 거두었고, 득점왕에도 등극했다.
프루초는 1979년에 로마로 3B ITL에 이적했다. 그는 이 곳에서 1980년대를 대표하는 로마와 이탈리아의 공격수로 거듭났고, 1982-83 시즌에는 방패를 달았고, 1980년 1981년, 1983년, 그리고 1986년에 코파 이탈리아를 우승했다. 그는 1981년 1982년, 그리고 1986년에도 세리에 A 득점왕에 올랐고, 1980년에는 코파 이탈리아 득점왕도 차지했다. 그는 로마 안방에서 열린 1984년 유러피언컵 결승전에도 득점을 성공했지만, 리버풀에게 승부차기 끝에 패해 준우승에 머물렀다.
그는 1989년, 피오렌티나에서 1년을 더 보내면서 그 해 세리에 A 7위에 일조하고 축구화를 벗었는데, 그는 같은 경기에서 로베르토 바조의 도움을 받아 UEFA컵 플레이오프전에서 득점을 올렸고, 그 결과 피오렌티나는 이듬해 UEFA컵 진출권을 손에 넣었다. 프루초는 세리에 A 경기에서 1경기 5골을 기록한 유일한 국내 선수이다.(기록은 1986년 로마와 아벨리노 간의 경기에서 경신).

## 국가대표팀 경력
화려한 클럽 경력과 대조되게, 프루초는 1978년부터 1982년까지 이탈리아 국가대표팀 경기에 6번 출전하는데 그쳤고, 득점을 한 적이 없다. 그는 이탈리아 선수단 일원으로 안방에서 열린 유로 1980에 참가했고, 대회를 4위로 마감했으며, 1980년 문디알리토에도 참가했다. 그는 1982년 월드컵 명단에서 제외되어 엔초 베아르초트가 정상으로 이끈 선수단에 이름을 올리지 못했다.
그러나, 프루초는 이탈리아 국가대표팀 유니폼을 입고 득점한 적이 있는데, 1991년 월드컵 오브 마스터스 첫 경기에서 2번 골망을 흔들었다.

## 감독 경력
1990년대 말, 프루초는 그리 큰 족적을 남기지 않은 감독계에 입문했는데, 그는 비아레조, 테라모(세리에 C2), 알레산드리아(세리에 C1), 그리고 여름에 5일동안만 지휘봉을 잡은 팔레르모(세리에 B) 지휘봉을 차례로 잡았는데, 팔레르모의 경우 프란코 센시에서 구단주가 마우리초 참파리니로 바뀐 것에 대한 여파로 해임되었다. 그는 이후 세리에 C의 포자와 삼베네데테세 소속으로 주세페 잔니니 감독을 보좌했다.
그는 훗날 세리에 D의 첸토부키 아마추어 구단 감독을 2008년 12월부터 2009년 3월까지 맡았다.
2012-13 시즌, 그는 레가 프로 세콘다 디비시오네의 구단 사보나의 단장으로 선정되었다.
그는 로마 명예의 전당에 다른 10명의 전설과 헌액되었다.

## 수상
제노아
- 세리에 B: 1975–76

로마
- 세리에 A: 1982–83
- 코파 이탈리아: 1979–80, 1980–81, 1983–84, 1985–86

개인
- 세리에 A 득점왕: 1980–81, 1981–82, 1985–86[12]
- 코파 이탈리아 득점왕: 1979–80[13]
- 로마 명예의 전당: 2012[14]